# Guðjón Baldvinsson
Guðjón Baldvinsson (Garðabær, 15 febbraio 1986) è un ex calciatore islandese, di ruolo attaccante.

## Carriera

### Club
Baldvinsson inizia la sua carriera professionistica nel 2003 con lo Stjarnan. Firma per il KR Reykjavík nella stagione 2008, per poi andare a giocare in Svezia con il GAIS la stagione successiva. Dal 2010 al 2011 torna al KR Reykjavík, poi firma con gli svedesi dell'Halmstad, contribuendo ad ottenere la promozione nella massima serie grazie a 16 reti nel campionato 2012. Dal gennaio 2015 diventa, da svincolato, un giocatore del Nordsjælland, ma già in estate torna in Islanda allo Stjarnan. Tra il gennaio e il marzo 2018 ha anche una breve parentesi in India con il Kerala Blasters FC.

### Nazionale
Ha esordito con la nazionale islandese nel marzo 2009.

## Palmarès

### Club

#### Competizioni nazionali
- Coppa d'Islanda: 2

KR Reykjavík: 2008, 2011
- Coppa di Lega islandese: 1

KR Reykjavík: 2010